# Podmokly (district de Klatovy)
Pour les articles homonymes, voir Podmokly.
Podmokly (en allemand : Podmok, précédemment : Podmokl) est une commune du district de Klatovy, dans la région de Plzeň, en République tchèque. Sa population s'élevait à 144 habitants en 2021.

## Géographie
Podmokly se trouve à 28 km au sud-est de Klatovy, à 59 km au sud-sud-est de Plzeň et à 113 km au sud-ouest de Prague.

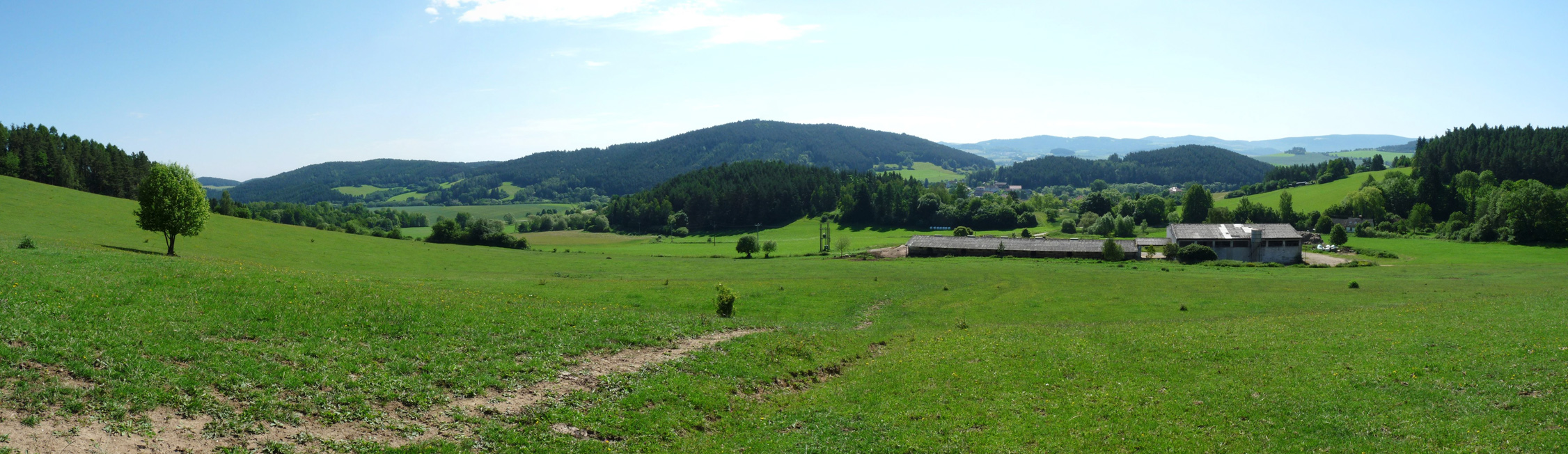
Podmokly : paysage.

La commune est limitée par Sušice au sud, à l'ouest et au nord, par Čímice et Dražovice à l'est, et par Žihobce au sud-est.

## Histoire
La première mention écrite de la localité date de 1045.

## Transports
Par la route, Podmokly se trouve à 7 km de Sušice, à 37 km de Klatovy, à 80 km de Plzeň et à 132 km de Prague.